# 达娃桑珠
达娃桑珠（—2020年10月12日），中华人民共和国政治人物、全国脱贫攻坚先进个人。

## 生平
达娃桑珠任生前为西藏自治区扶贫开发办公室党组成员、副主任。2020年10月12日，因病在成都去世。因在脱贫攻坚战中作出突出贡献，2021年2月25日全国脱贫攻坚总结表彰大会上，达娃桑珠被授予“全国脱贫攻坚先进个人”。